# World Ladies Championship
Het World Ladies Championship is een golftoernooi voor vrouwen in China, dat deel uitmaakt van de Ladies European Tour. Het toernooi werd opgericht in 2012 en vindt sinds 2014 plaats op de Blackstone Course van de Mission Hills Haikou in Haikou, Hainan.
Het toernooi wordt gespeeld in een strokeplay-formule met vier ronden en na de tweede ronde wordt de cut toegepast. Het deelnemersveld bestaat uit maximaal 108 deelnemers. Bij het teamcompetitie worden de totale slagen van de twee beste golfers van hetzelfde nationaliteit opgeteld.

## Golfbanen
De Mission Hills Haikou is een golfresort en beschikt over meerdere (22) golfbanen.
| Naam            | Par | Edities   |
| --------------- | --- | --------- |
| Vintage         | 72  | 2012      |
| Sandbelt Trails | 72  | 2013      |
| Blackstone      | 73  | 2014-2015 |

## Winnaressen
Individueel
| Jaar                                    | Winnares                  | Sore                      | Sore                      | Info                      |
| World Ladies Championship               | World Ladies Championship | World Ladies Championship | World Ladies Championship | World Ladies Championship |
| --------------------------------------- | ------------------------- | ------------------------- | ------------------------- | ------------------------- |
| 2012                                    | Shanshan Feng             | 206                       | –13                       | 54-holes (regenweer)      |
| Mission Hills World Ladies Championship |                           |                           |                           |                           |
| 2013                                    | Suzann Pettersen          | 270                       | –18                       |                           |
| 2014                                    | Inbee Park                | 268                       | –24                       |                           |
| 2015                                    | Ryu So-yeon               | 279                       | –13                       |                           |

| Toernooirecord |  | po = winnares na play-off |

Team
| Jaar                                    | Land                                  | Sore                      | Sore                      | Info                      |
| World Ladies Championship               | World Ladies Championship             | World Ladies Championship | World Ladies Championship | World Ladies Championship |
| --------------------------------------- | ------------------------------------- | ------------------------- | ------------------------- | ------------------------- |
| 2012                                    | China (Shanshan Feng & Liying Ye)     | 415                       | –17                       | Drie ronden (regenweer)   |
| Mission Hills World Ladies Championship |                                       |                           |                           |                           |
| 2013                                    | Zuid-Korea (Inbee Park & Kim Ha-neul) | 560                       | –16                       |                           |
| 2014                                    | Zuid-Korea (Inbee Park & Ryu So-yeon) | 544                       | –40                       |                           |
| 2015                                    | Zuid-Korea (Inbee Park & Ryu So-yeon) | 559                       | –25                       |                           |